# Lijst van gemeenten van Nayarit
De Mexicaanse deelstaat Nayarit bestaat uit 20 gemeenten.
| INEGI | Gemeente             | Inwoners | Oppervlakte | Hoofdplaats          | Inwoners |
| ----- | -------------------- | -------- | ----------- | -------------------- | -------- |
| 001   | Acaponeta            | 37.232   | 1.427,3 km² | Acaponeta            | 19.976   |
| 002   | Ahuacatlán           | 15.393   | 504,8 km²   | Ahuacatlán           | 7.259    |
| 003   | Amatlán de Cañas     | 11.536   | 518,3 km²   | Amatlán de Cañas     | 3.267    |
| 004   | Compostela           | 77.436   | 1.880,5 km² | Compostela           | 20.322   |
| 005   | Huajicori            | 12.230   | 2.237,4 km² | Huajicori            | 3.004    |
| 006   | Ixtlán del Río       | 29.299   | 493,0 km²   | Ixtlán del Río       | 25.477   |
| 007   | Jala                 | 19.321   | 503,6 km²   | Jala                 | 5.844    |
| 008   | Xalisco              | 65.229   | 536,3 km²   | Xalisco              | 48.170   |
| 009   | Del Nayar            | 47.550   | 5.142,4 km² | Jesús María          | 3.695    |
| 010   | Rosamorada           | 33.567   | 1.840,6 km² | Rosamorada           | -        |
| 011   | Ruiz                 | 24.096   | 520,6 km²   | Ruiz                 | -        |
| 012   | San Blas             | 41.518   | 867,1 km²   | San Blas             | 10.935   |
| 013   | San Pedro Lagunillas | 7.683    | 515,7 km²   | San Pedro Lagunillas | -        |
| 014   | Santa María del Oro  | 24.911   | 1.091,4 km² | Santa María del Oro  | -        |
| 015   | Santiago Ixcuintla   | 93.981   | 1.727,8 km² | Santiago Ixcuintla   | 25.241   |
| 016   | Tecuala              | 37.135   | 1.044,8 km² | Tecuala              | -        |
| 017   | Tepic                | 425.924  | 1.602,6 km² | Tepic                | 371.387  |
| 018   | Tuxpan               | 30.064   | 313,9 km²   | Tuxpan               | 22.013   |
| 019   | La Yesca             | 13.719   | 4.316,7 km² | La Yesca             | 534      |
| 020   | Bahía de Banderas    | 187.632  | 771,4 km²   | Valle de Banderas    | 8.730    |

| Detailkaart                         |
| ----------------------------------- |
|                                     |
| Ligging Nayarit binnen Mexico       |
|                                     |
| Gemeenten ingedeeld naar INEGI code |